# Albert Brachet

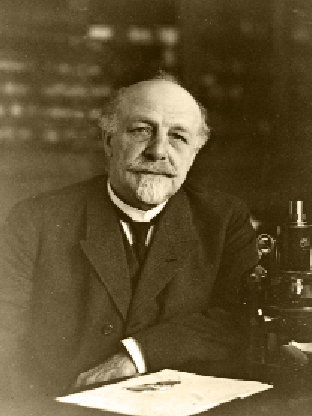
Albert Brachet

Albert Auguste Toussaint Brachet (* 1. Januar 1869 in Lüttich; † 27. Dezember 1930 in Brüssel) war ein belgischer Embryologe und Hochschullehrer an der Université libre de Bruxelles. Seit 1932 verleiht die Académie royale des Sciences, des Lettres et des Beaux-Arts de Belgique den Prix Albert Brachet für die beste Arbeit auf dem Gebiet der Embryologie.

## Leben
Brachet begann ein Medizinstudium an der Universität Lüttich, in dessen Rahmen er einen Kurs für Zoologie und Embryologie bei Èdouard von Beneden belegte. Durch seinen Enthusiasmus wurde von Beneden auf den Schüler aufmerksam und lud ihn ein, in seinem Labor mitzuarbeiten. Nach einem Jahr (1887/88) Tätigkeit begann er, noch während seines Medizinstudiums, beim Anatomieprofessor Auguste Swaen zu arbeiten. Noch während seines Studiums verfasste er seine erste wissenschaftliche Arbeit zur Knorpelresorption und zum Knochenwachstum bei Vögeln. Mit 25 erwarb er 1894 den Doktor der Medizin.
Nach Studienaufenthalten in Schottland bei William Turner und Deutschland bei Ernst Gaupp wurde er 1899 Prosektor in Lüttich. Wissenschaftlich befasste er sich vor allem mit der Organogenese und der Gastrulation. Sein exzellenter wissenschaftlicher Ruf führte 1904 zu seiner Berufung auf die Anatomieprofessur an der Université libre de Bruxelles.
1919 wurde er korrespondierendes und 1926 ordentliches Mitglied der Académie royale des Sciences, des Lettres et des Beaux-Arts de Belgique.